# Стефані Максвелл-Пірсон
Стефані Максвелл-Пірсон (англ. Stephanie Maxwell-Pierson, 4 січня 1964) — американська академічна веслувальниця.
Бронзова призерка Олімпійських Ігор 1992 року в складі розпашної двійки без стернової, учасниця 1988 року.
Срібна призерка Чемпіонату світу 1987 (вісімки), 1990 (вісімки), 1990 (розпашні двійки без стернової), 1991 (розпашні четвірки без стернової) років.